# Otto Malm
Otto August Malm, född den 25 juli 1838 i Jakobstad, död där den 25 november 1898, var en finländsk skeppsredare, köpman och donator. Vid sin död var han Finlands rikaste man.
Han ärvde efter sin far kommerserådet Peter Malm en betydande förmögenhet, som han i hög grad förökade. Han erhöll kommerserådstitel 1881. I sin fädernestad utövade han stort inflytande. Malm, som tidigare ihågkommit denna med donationer, skänkte 1885 200 000 mark till en bibana till Jakobstad. Genom testamente av 23 november 1898 gjorde han storartade donationer: 350 000 mark anslogs för ett kommunalt sjukhus i Jakobstad och lika mycket för dess underhåll, ävensom 300 000 mark att användas för stadens ändamål (disponeras för stadens förskönande och för bildningssyften). Den största dispositionen utgjorde en fond av 2 miljoner mark för befrämjande av högre undervisning, folkbildning, inrättningar för allmänt väl samt för forskning. Fonden förvaltas av en sig själv kompletterande nämnd. Medlen har använts att understödja skolor, välgörenhetsföreningar, sanatorier med mera.